# 2023년 WK리그
2023 WK리그는 대한민국의 여자 축구 1부 리그인 WK리그의 15번째 시즌이다. 정규 시즌은 2023년 3월 24일부터 8월 29일까지, 플레이오프는 2023년 11월 4일부터 11일까지 진행된다.
시즌을 앞두고 보은 상무는 보은 에서 문경으로 이전해 문경 상무로 이름을 바꿨다.

## 참가팀
| 구단명                   | 위치     | 경기장                     | 수용인원 | 2022 순위 |
| ------------------------ | -------- | -------------------------- | -------- | --------- |
| 보은 상무                | 보은     | 보은공설운동장             | 6,000    | 6위       |
| 창녕 WFC                 | 창녕     | 창녕스포츠파크             | 2,500    | 8위       |
| 경주 한국수력원자력      | 경주     | 경주축구공원               | 650      | 2위       |
| 화천 KSPO                | 화천     | 화천공설운동장             | 3,000    | 5위       |
| 인천 현대제철 레드엔젤스 | 인천     | 인천남동아시아드럭비경기장 | 5,078    | 1위       |
| 세종 스포츠토토          | 세종     | 세종중앙공원               | 1,000    | 7위       |
| 서울시청                 | 서울시청 | 서울월드컵경기장 보조구장  | 1,012    | 4위       |
| 수원 FC                  | 수원     | 수원종합운동장             |          |           |